# Rolf Thorsen
Rolf Bernt Thorsen (Zúrich, Suiza, 22 de febrero de 1961) es un deportista noruego que compitió en remo.
Participó en tres Juegos Olímpicos de Verano, entre los años 1984 y 1992, obteniendo dos medallas, plata en Seúl 1988 y plata en Barcelona 1992, en la prueba de doble scull.
Ganó siete medallas en el Campeonato Mundial de Remo entre los años 1981 y 1994.

## Palmarés internacional
| Juegos Olímpicos   | Juegos Olímpicos              | Juegos Olímpicos  | Juegos Olímpicos |
| Año                | Lugar                         | Medalla           | Prueba           |
| ------------------ | ----------------------------- | ----------------- | ---------------- |
| 1988               | Seúl (Corea del Sur)          | Medalla de plata  | Cuatro scull     |
| 1992               | Barcelona (España)            | Medalla de plata  | Cuatro scull     |
| Campeonato Mundial |                               |                   |                  |
| Año                | Lugar                         | Medalla           | Prueba           |
| 1981               | Múnich (RFA)                  | Medalla de bronce | Doble scull      |
| 1982               | Lucerna (Suiza)               | Medalla de oro    | Doble scull      |
| 1983               | Duisburgo (RFA)               | Medalla de plata  | Doble scull      |
| 1987               | Copenhague (Dinamarca)        | Medalla de plata  | Cuatro scull     |
| 1989               | Bled (Yugoslavia)             | Medalla de oro    | Doble scull      |
| 1993               | Račice (República Checa)      | Medalla de plata  | Doble scull      |
| 1994               | Indianápolis (Estados Unidos) | Medalla de oro    | Doble scull      |